# Раздолинск
Раздо́линск — посёлок городского типа в Мотыгинском районе Красноярского края России.
Образует муниципальное образование со статусом городского поселения посёлок Раздолинск как единственный населённый пункт в его составе. В рамках административно-территориального устройства соответствует административно-территориальной единице посёлок городского типа Раздолинск.

## История
Статус посёлка городского типа — с 1938 года.

## Население
| 1939  | 1959  | 1970  | 1979  | 1989  | 2002  | 2009  |
| ----- | ----- | ----- | ----- | ----- | ----- | ----- |
| 4894  | ↗6408 | ↘4194 | ↘3509 | ↗3800 | ↘2806 | ↘2663 |
| 2010  | 2012  | 2013  | 2014  | 2015  | 2016  | 2017  |
| ↘2502 | ↘2467 | ↘2416 | ↘2379 | ↘2359 | ↘2333 | ↘2306 |
| 2020  | 2021  |       |       |       |       |       |
| ↘2263 | ↘2247 |       |       |       |       |       |

## Местное самоуправление
Раздолинский поселковый Совет депутатов
Дата избрания: 14.03.2010. Срок полномочий: 5 лет. Количество депутатов:  10
Глава муниципального образования
- Якимчук Андрей Николаевич. Дата избрания: 01.10.2015. Срок полномочий: 5 лет

## Экономика
В посёлке работает Нижнеангарская площадка Компании Магнезит.